# Rino (nome)
Rino  è un nome proprio di persona italiano maschile.

## Varianti
- Maschili
  - Alterati: Rinello[1][4], Rinetto[1][4], Rinuccio[1][4]
- Femminili: Rina[1][2][4]
  - Alterati: Rinella[1][4], Rinetta[1][4], Rinuccia[1][4]

## Origine e diffusione
Rino e Rina sono gli ipocoristici di vari nomi che terminano in -rino o -rina, come Ottorino, Severino, Salvatorino, Marino e Gennarino, Caterina, Onorina e via dicendo, e assumono a volte anche valenza di nomi autonomi. 
Sono attestati in tutta Italia ma più rari al Sud; la forma femminile, che è usata anche in lingua olandese, gode di maggiore diffusione; essa coincide, tra l'altro, con il nome giapponese Rina, a cui non è correlata.

## Onomastico
L'onomastico viene festeggiato facendo riferimento al nome originario.

## Persone

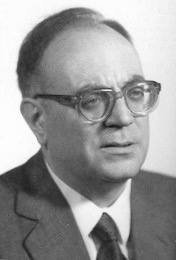
Rino Formica

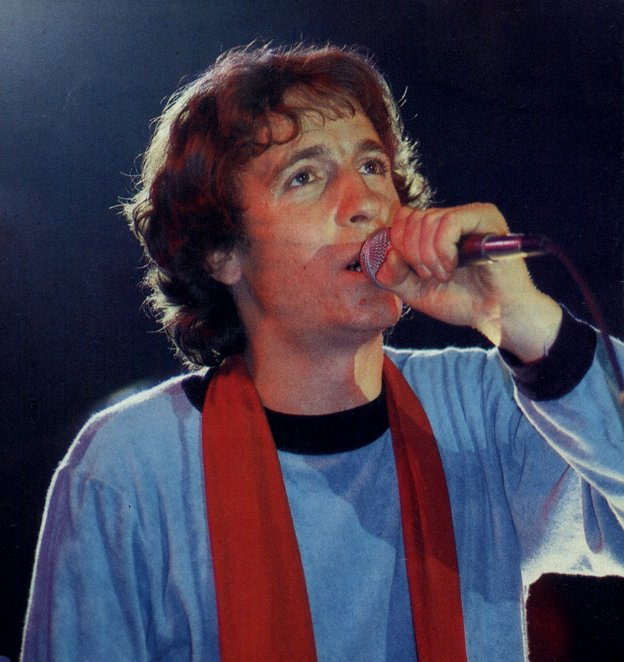
Rino Gaetano

- Rino Albertarelli, fumettista italiano
- Rino Benedetti, ciclista su strada italiano
- Rino Bon, allenatore di calcio e calciatore italiano
- Rino Carboni, truccatore italiano
- Rino Chillemi, allenatore di calcio a 5 italiano
- Rino Fisichella, arcivescovo cattolico e teologo italiano
- Rino Formica, politico italiano
- Rino Foschi, dirigente sportivo italiano
- Rino Gaetano, cantautore italiano
- Rino Gattuso, calciatore italiano
- Rino Loddo, cantante italiano
- Rino Marchesi, allenatore di calcio e calciatore italiano
- Rino Nicolosi, politico e sindacalista italiano
- Rino Parenti, dirigente sportivo e politico italiano
- Rino Piscitello, politico italiano
- Rino Romano, attore canadese
- Rino Serri, politico italiano
- Rino Sudano, attore teatrale, regista e drammaturgo italiano
- Rino Tommasi, giornalista, conduttore televisivo e telecronista sportivo italiano

### Variante femminile Rina

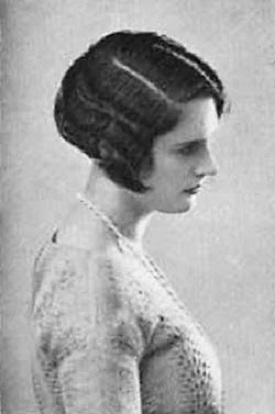
Rina Pellegri

- Rina Breda Paltrinieri, insegnante e scrittrice italiana
- Rina Cavallari, mezzosoprano italiano
- Rina De Liguoro, pianista e attrice italiana
- Rina Fort, criminale italiana
- Rina Franchetti, attrice italiana
- Rina Gagliardi, giornalista e politica italiana
- Rina Giachetti, soprano italiano
- Rina Ketty, cantante francese
- Rina Macrelli, sceneggiatrice, scrittrice e conduttrice televisiva italiana
- Rina Mascetti, attrice italiana
- Rina Morelli, attrice e doppiatrice italiana
- Rina Pellegri, poetessa e giornalista italiana